# Hannu Rantakari
Hannu Rantakari (né le 8 janvier 1939 à Tampere et mort le 1er janvier 2018) est un gymnaste finlandais.
Il remporte une médaille de bronze lors des Jeux olympiques de 1964.